# NGC 7707
NGC 7707 este o galaxie situată în constelația Andromeda. A fost descoperită în 24 octombrie 1786 de către William Herschel.